# Вехинген (Бадем-Виртемберг)
Вехинген (њем. Wehingen) општина је у њемачкој савезној држави Баден-Виртемберг. Једно је од 34 општинска средишта округа Тутлинген. Према процјени из 2010. у општини је живјело 3.699 становника. Посједује регионалну шифру (AGS) 8327051.

## Географски и демографски подаци
Вехинген се налази у савезној држави Баден-Виртемберг у округу Тутлинген. Општина се налази на надморској висини од 752 - 1005 метара. Површина општине износи 14,6 km². У самом мјесту је, према процјени из 2010. године, живјело 3.699 становника. Просјечна густина становништва износи 254 становника/km².